# Comuna Trelleborg
Trelleborg (Trelleborgs kommun) este o comună din comitatul Skåne län, Suedia, cu o populație de 42.837 locuitori (2013).

## Geografie

### Zone urbane
Lista celor mai mari zone urbane din comună (anul 2015) conform Biroului Central de Statistică al Suediei:
| Nr | Zona urbană    | Pop.   |
| -- | -------------- | ------ |
| 1  | Trelleborg     | 29.316 |
| 2  | Anderslöv      | 1.963  |
| 3  | Beddingestrand | 1.308  |
| 4  | Smygehamn      | 1.297  |
| 5  | Skegrie        | 1.156  |
| 6  | Kurland        | 560    |
| 7  | Klagstorp      | 548    |
| 8  | Alstad         | 369    |
| 9  | Västra Tommarp | 286    |

## Demografie
| \| Evoluția demografică în comuna Trelleborg, 1970–2015 \| Evoluția demografică în comuna Trelleborg, 1970–2015 \| Evoluția demografică în comuna Trelleborg, 1970–2015 \| Evoluția demografică în comuna Trelleborg, 1970–2015 \| Evoluția demografică în comuna Trelleborg, 1970–2015 \| \| ----------------------------------------------------------------------------------------------------- \| ---------------------------------------------------- \| ---------------------------------------------------- \| ---------------------------------------------------- \| ---------------------------------------------------- \| \| An \| \| \| Locuitori \| \| \| 1970 \| 1970 \| \| 36044 \| 36044 \| \| 1975 \| 1975 \| \| 34748 \| 34748 \| \| 1980 \| 1980 \| \| 34445 \| 34445 \| \| 1985 \| 1985 \| \| 34134 \| 34134 \| \| 1990 \| 1990 \| \| 35997 \| 35997 \| \| 1995 \| 1995 \| \| 37779 \| 37779 \| \| 2000 \| 2000 \| \| 38429 \| 38429 \| \| 2005 \| 2005 \| \| 39830 \| 39830 \| \| 2010 \| 2010 \| \| 42219 \| 42219 \| \| 2015 \| 2015 \| \| 43359 \| 43359 \| \| Sursa: SCB - Statistika Centralbyrån, Folkmängd efter region, civilstånd, ålder och kön. År 1968–2016 \| \| \| \| \| |      |  |           |       |
| Evoluția demografică în comuna Trelleborg, 1970–2015 |      |  |           |       |
| An |      |  | Locuitori |       |
| 1970 | 1970 |  | 36044     | 36044 |
| 1975 | 1975 |  | 34748     | 34748 |
| 1980 | 1980 |  | 34445     | 34445 |
| 1985 | 1985 |  | 34134     | 34134 |
| 1990 | 1990 |  | 35997     | 35997 |
| 1995 | 1995 |  | 37779     | 37779 |
| 2000 | 2000 |  | 38429     | 38429 |
| 2005 | 2005 |  | 39830     | 39830 |
| 2010 | 2010 |  | 42219     | 42219 |
| 2015 | 2015 |  | 43359     | 43359 |
| Sursa: SCB - Statistika Centralbyrån, Folkmängd efter region, civilstånd, ålder och kön. År 1968–2016 |      |  |           |       |